# Aeroportul Internațional Siem Reap
Aeroportul Internațional Siem Reap (IATA: REP, ICAO: VDSR) este un aeroport din Siem Reap Province⁠(d), Cambodgia ce deservește zona Siem Reap. Aeroportul a fost tranzitat în 2022 de 372.000 de pasageri. A fost numit după zona deservită.
Situat la o altitudine de 18 m, aeroportul dispune de 1 pistă.

## Infrastructură

### Piste
Aeroportul dispune de o singură pistă. Pista are orientarea 05/23.